# Torne-Furö
Torne-Furö este o arie protejată (arie specială de conservare — SAC, sit de importanță comunitară — SCI) din Suedia întinsă pe o suprafață de 218,9 ha, integral pe uscat.

## Localizare
Centrul sitului Torne-Furö este situat la coordonatele 65°44′42″N 24°03′31″E / 65.7451°N 24.0585°E.

## Înființare
Situl Torne-Furö a fost declarat sit de importanță comunitară în iulie 2000 pentru a proteja 1 specie de plante. Situl a fost protejat și ca arie specială de conservare în martie 2011.

## Biodiversitate
Situată în ecoregiunile boreală și marină baltică, aria protejată conține 6 habitate naturale: Terase mlăștinoase și terase nisipoase neacoperite de apă la reflux, Pajiști uscate europene, Păduri naturale în etape succesive primare ale suprafețelor emergente de coastă, Taiga vestică, Litoraluri nisipoase din Baltica boreală cu vegetație perenă, Vegetație perenă pe țărmurile stâncoase.
La baza desemnării sitului se află o specie protejată de  plante: Artemisia campestris subsp. bottnica.